# Puig-rodon (Cervià de Ter)
El Puig-rodon és una muntanya de 103 metres que es troba al municipi de Cervià de Ter, a la comarca del Gironès.